# Robin Eames

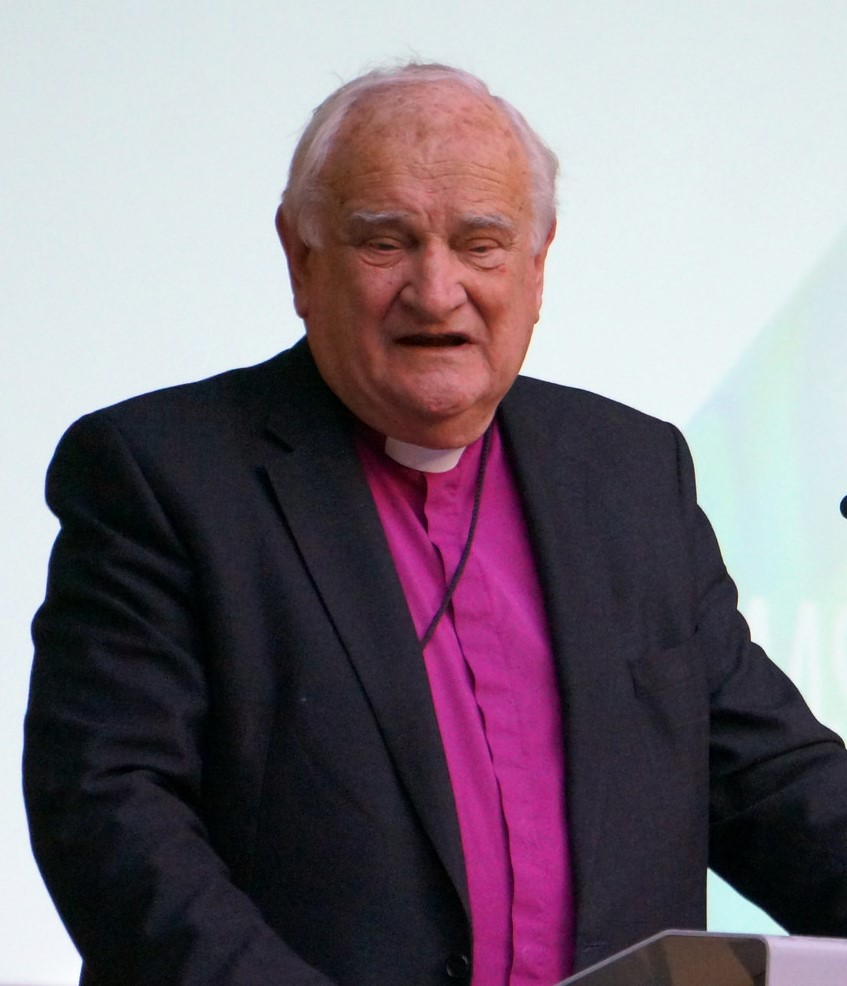
Lord Eames im Jahr 2013

Robert Henry Alexander „Robin“ Eames, Baron Eames, OM (* 27. April 1937 in Larne, Nordirland) war von 1986 bis 2006 Primas der Church of Ireland.
Robin Eames wurde als Sohn eines methodistischen Pfarrers geboren. Er besuchte das Methodist College Belfast und studierte dann an der Queen’s University Belfast und dem anglikanischen Trinity College in Dublin. 1964 wurde er zum Priester geweiht und war Pfarrer an verschiedenen Gemeinden in Belfast.
1975 wurde er mit 38 Jahren zum Bischof der Diözese Derry and Raphoe geweiht, die sowohl in Irland als auch in Nordirland liegt. In einer bahnbrechenden Geste lud er den katholischen Bischof Edward Daly zur Bischofsweihe ein.
Von 1980 bis 1986 war er Bischof von Down and Dromore und von 1986 bis 2006 der 103. Erzbischof von Armagh und Primas von ganz Irland.
Am 25. August 1995 wurde er auf Empfehlung des Premierministers John Major als Life Peer mit dem Titel Baron Eames, of Armagh in the County of Armagh, in den Adelsstand erhoben und wurde dadurch Mitglied des House of Lord.
Robin Eames war eine Art Troubleshooter der Anglikanischen Kirche. 1988 bis 1989 war er Vorsitzender der Kommission über Communion and Women in the Episcopate. 1991 war er Vorsitzender der Inter-Anglican Theological and Doctrinal Commission. 2003/2004 war er Vorsitzender der Lambeth Commission on Communion.